# دهستان اورو
دهستان اورو (به لاتین: Õru Parish) یک دهستان در استونی است که در شهرستان والگا واقع شده‌است.

## خصوصیات
دهستان اورو ۱۰۴٫۶ کیلومترمربع مساحت و ۵۵۶ نفر جمعیت دارد.